# Vlad Dracula

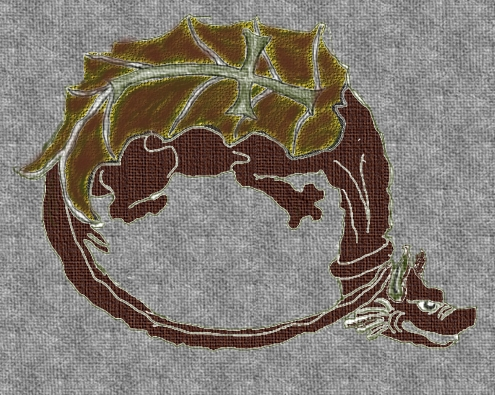
Symbool van de orde van de draak

Vlad III, bijgenaamd Vlad de Spietser of Vlad Dracula (Sighișoara, november/december 1431 – Boekarest, december 1476) was vorst van Walachije in 1448, van 1456 tot 1462 en in 1476. Tijdens zijn regeerperioden verzette hij zich sterk tegen de Turken en de uitbreiding van het Ottomaanse Rijk. Vlad was een uiterst bloeddorstig heerser. Hij was berucht voor het spietsen van mensen, een gewoonte waaraan hij zijn bijnaam "Țepeș" ("spietser") te danken heeft. Vlad verloor de strijd tegen de Turks-Ottomaanse grootheerser Fatih Sultan Mehmed Hân. Hij is onthoofd en zijn hoofd werd wekenlang tentoongesteld in Konstantiniyye (Istanbul). Hij is hoogstwaarschijnlijk de historische figuur waaraan Bram Stoker de naam van de romanfiguur Dracula ontleende.

## Eerste jaren

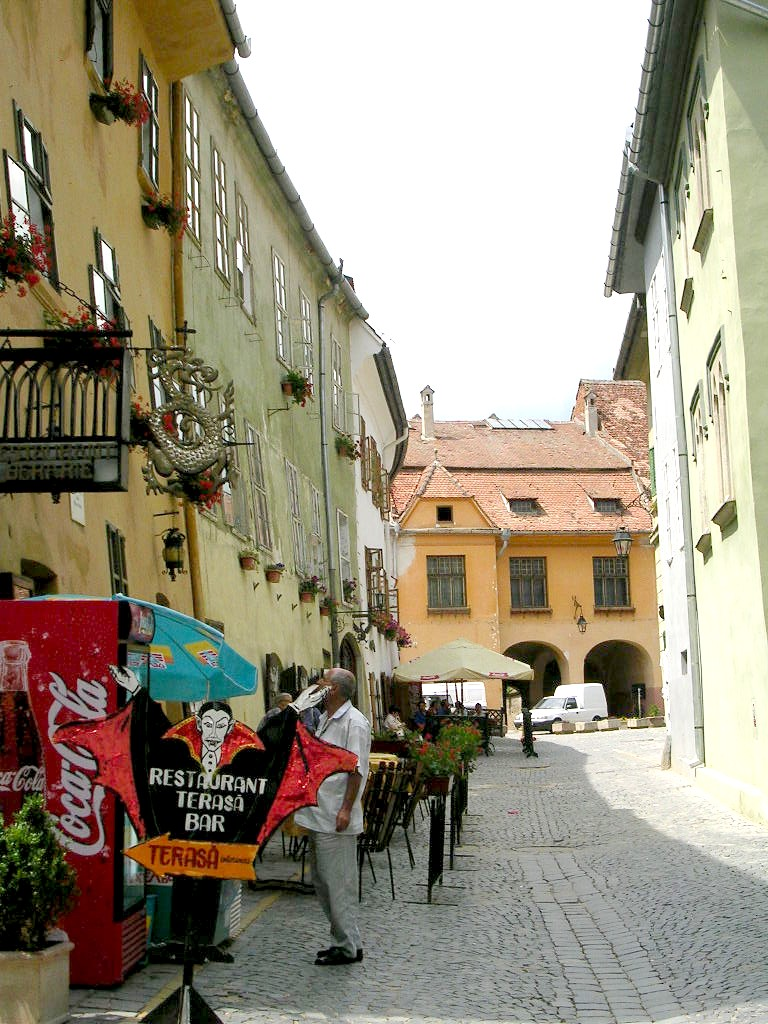
Huis van Vlad in Sighişoara, tegenwoordig een bar

Vlad III werd in 1431 geboren in Sighișoara als derde zoon (zijn broers waren Mircea en Radu) van Vlad II van Walachije, een ridder van de Orde van de Draak, een Hongaarse orde onder leiding van keizer Sigismund. Zij vochten tegen de Turken. Het symbool van deze orde was een draak. De vader van Vlad was dracul (draak) en Vlad zelf dracula (zoon van dracul). Later werd Vlads naam in verband gebracht met de duivel. Dracul komt van het Latijnse woord draco (draak). In het modern Roemeens betekent drac(ul) duivel. In het hedendaagse Roemeens is het dragon.
In 1442 sloot Vlads vader een overeenkomst met de Ottomaanse sultan Murat II. De Ottomanen zouden hem militair ondersteunen tegen de Hongaarse veldheer Janos Hunyadi en bij het heroveren van de Walachijse troon, ten gunste van het betalen van een jaarlijkse belasting aan de Ottomanen. Als extra garantie voor de overeenkomst liet Vlads vader twee van zijn zonen, Vlad zelf en Radu, verblijven bij de Ottomanen als politieke gevangenen. Bij de Ottomanen verbleven Vlad en Radu eerst in het fort van Eğrigöz (provincie Kutahya) en daarna in de toenmalige Ottomaanse hoofdstad Edirne. Ondanks het feit dat Vlad en Radu samen met de zoon van Murat II, de toekomstige Turkse Sultan Mehmet II, een elite-opleiding kregen aan het hof zou dit grote gevolgen hebben voor de rest van zijn leven. De gevangenneming vond Vlad een dermate grote vernedering dat hij een immense hekel zou krijgen aan de Turken. Ook was hij het oneens met zijn vaders samenwerking met de Ottomanen. Immers, zijn vaders oorspronkelijke taak als lid van de orde van de draak was juist het bestrijden van de Ottomanen. Anders verging het met Radu, die zich bekeerde tot de islam en bevriend raakte met Mehmet II. Radu zou later door Mehmet II benoemd worden tot legeraanvoerder bij het Ottomaanse Janitsarenkorps.

## Heerser van Walachije
In 1448 grepen concurrerende bojaren, met hulp van Janos Hunyadi, naar de troon van Walachije door Vlads vader en broer Mircea te vermoorden. Vlads vader werd onthoofd, terwijl Mircea blind werd gemaakt en levend werd begraven. Janos Hunyadi zette zijn marionet Vladislav II op de troon. Hierop werd Vlad vrijgelaten en hielpen de Turken hem de troon van Walachije te heroveren. Als zeventienjarige jongen besteeg hij de troon. Maar na twee maanden vielen de Hongaren hem aan en besteeg Vladislav II wederom de troon. Vlad werd verdreven en keerde weer terug naar het Ottomaanse rijk naar de stad Edirne.
In Edirne bleef Vlad niet lang en hij besloot om naar Moldavië te gaan. Daar verbleef hij zeven jaar aan het hof bij zijn oom Bogdan II en werd hij goede vrienden met zijn neef Stefanus III. Toen zijn oom door een rivaal vermoord werd, moest Vlad wederom vluchten. Samen met zijn neef Stefanus week Vlad noodgedwongen uit naar Transsylvanië, dat onderdeel was van Hongarije en samen zochten ze bescherming bij dezelfde man die verantwoordelijk was voor de dood van Vlads vader, Janos Hunyadi. Toen Vlad zich voor Hunyadi presenteerde, zag Hunyadi wel iets in Vlad, die grote kennis over het Ottomaanse rijk had en die de Ottomaanse sultan intens haatte. Hij nam hem in dienst als zijn adviseur.
In 1453 werd Constantinopel veroverd door de Ottomaanse sultan Mehmet II, die deze stad tot zijn hoofdstad maakte. In de jaren erna begon Mehmet II zijn opmars te maken naar Hongarije. Omdat de Ottomanen steeds machtiger werden, besloot Vladislav II in 1456 een pro-Turkse koers te volgen, tot ongenoegen van Janos Hunyadi. Vlad kreeg van Janos Hunyadi toestemming om Vladislav van de Walachijse troon te stoten. Terwijl Hunyadi met zijn leger naar Belgrado trok om de Ottomanen bij de slag van Belgrado te bevechten, viel Vlad met een kleiner leger Walachije binnen. Het lukte Vlad om Walachije te veroveren en hij nam wraak op Vladislav door hem voor zijn open graf zijn eigen grafrede voor te laten lezen om hem daarna koelbloedig te vermoorden. In Belgrado wist Hunyadi de Ottomaanse opmars te stoppen, echter kort hierna stierf Vlads beschermheer Hunyadi en werd hij opgevolgd door zijn zoon Matthias Corvinus.
Toen Vlad op de troon kwam, richtte hij zijn aandacht eerst op de bojaren, die verantwoordelijk waren geweest voor de dood van zijn vader en broer. De voortdurende machtsstrijd van de bojaren om de Walachijse troon had vele slachtoffers gemaakt. Vlad verzon een list om de bojaren uit de weg te ruimen. Hij organiseerde een feestmaal en nodigde alle bojaren hierbij uit. Tijdens het feestmaal werden de oude bojaren ter plekke op palen gespietst, terwijl hun zonen aan het werk werden gezet bij de bouw van Vlads nieuwe kasteel. Dit was het Poenari-kasteel nabij de rivier Argeș. Ze moesten werken totdat ze doodvielen. Degenen die overleefden werden alsnog gespietst. 
Tijdens zijn heerschappij over Walachije stelde Vlad zich bijzonder streng op tegenover zijn eigen bevolking. Misdaden werden zwaar bestraft. Vlads bevelen dienden direct opgevolgd te worden op straffe des doods.
In 1457 hielp Vlad zijn neef Stefanus III om de troon van Moldavië terug te veroveren. Vlad leverde hem 6000 ruiters als militaire ondersteuning tegenover Petru Aron, de man die zijn oom Bogdan II, de vader van Stefanus III, vermoord had. Petru Aron werd na twee veldslagen overwonnen, waarna Stefanus III de macht over nam in Moldavië en de nieuwe woiwode werd.

## Oorlog met de Ottomanen

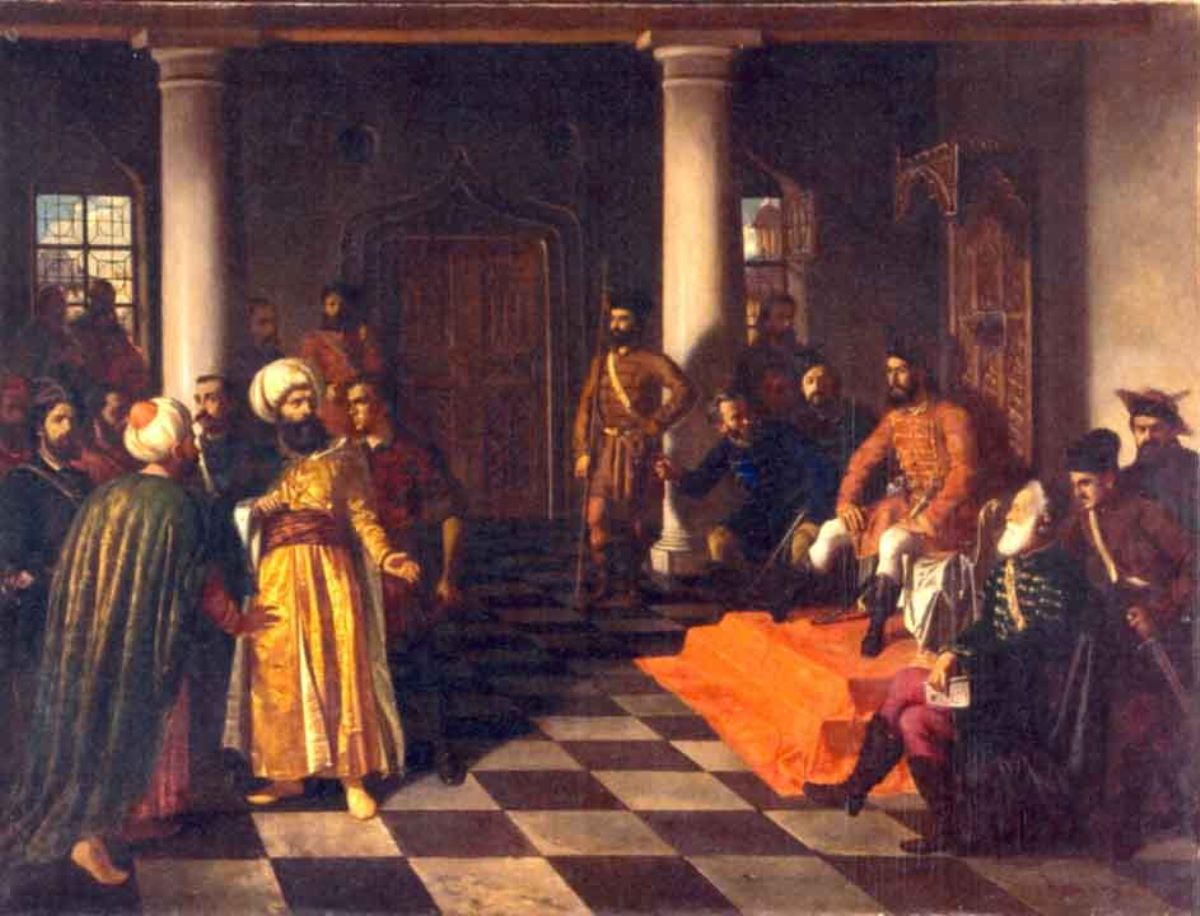
Vlad Dracula en de Turkse diplomaten, door Theodor Aman

In 1459, toen de dreiging van de Ottomanen weer sterker werd, riep paus Pius II op voor een nieuwe kruistocht tegen de Ottomanen bij het congres te Mantua. In deze kruistocht zag de paus de voornaamste rol weggelegd voor Matthias Corvinus en daarom gaf de paus hem 40.000 gouden munten. Dit bedrag zou genoeg zijn om een heel leger op te richten, maar Corvinus besteedde dit geld voor zijn privé-uitgaven. Vlad, die ook gehoor gaf aan de oproep van de paus, verbond zich met Corvinus.
In 1459 zond Mehmet II zijn diplomaten naar Vlad om bij Vlad aan te dringen de jaarlijkse belasting te betalen. De betaling hiervan had vertraging opgelopen. Toen de Ottomaanse diplomaten bij Vlad verschenen, weigerde Vlad te betalen. Vlad gebood vervolgens de diplomaten om respectvoller voor hem te zijn door hun tulbanden voor hem af te zetten. Toen de diplomaten dit weigerden, gaf Vlad zijn soldaten het bevel de tulbanden op de hoofden van de diplomaten vast te spijkeren, waardoor de diplomaten stierven. 
Toen het nieuws van dit incident Mehmet II bereikte, stuurde hij zijn naar de islam bekeerde Griekse secretaris Thomas Katavolenos (ook bekend onder zijn Turkse naam Yunus bey) naar Vlad om in het ontstane conflict te bemiddelen. Katavolenos werd vergezeld door Hamza bey met een leger van 23.000 man. In het begin speelde Vlad het spelletje mee door Katavolenos in zijn kasteel te ontvangen. Katavolenos vertelde Vlad, dat om de relatie met de Ottomanen te herstellen, Mehmet de levering van 500 jongens voor zijn janitsarenleger eiste. Vlad ging akkoord en ging ook akkoord Katavolenos te vergezellen naar Mehmet in Constantinopel. Echter, nadien lokte hij het Ottomaanse leger samen met Katavolenos en Hamza bey in een hinderlaag en vermoordde ze allemaal door ze te spietsen. Hamza bey werd hierbij op de hoogste paal gespietst.
Kort daarna, in de winter van 1462, stak Vlad de Donau over naar Bulgarije en richtte een ware slachting aan bij de daar wonende Turken en islamitische Bulgaren. Als antwoord hierop, richtte Mehmet II een leger op van 60.000 soldaten en 30.000 irregulieren, waarmee hij in lente van 1462 naar Wallachije trok. Hiermee begon de oorlog tussen Vlad en de Turken. Tijdens deze oorlog wist Vlad de Turken enkele flinke nederlagen te bezorgen, maar doordat de Turken veel sterker waren, verloor hij.
Legendes zeggen, dat bij de belegering van Vlads kasteel door de Ottomanen, Vlads vrouw zelfmoord pleegde door van een toren in de rivier Argeș te springen. Vlad zelf wist te vluchten en belandde in Transsylvanië waar hij hulp hoopte te krijgen. Maar het tegendeel gebeurde en Vlad werd gevangengenomen door Corvinus, op basis van een valse beschuldiging dat Vlad een verbond met de Ottomanen had gesloten.

## Laatste jaren

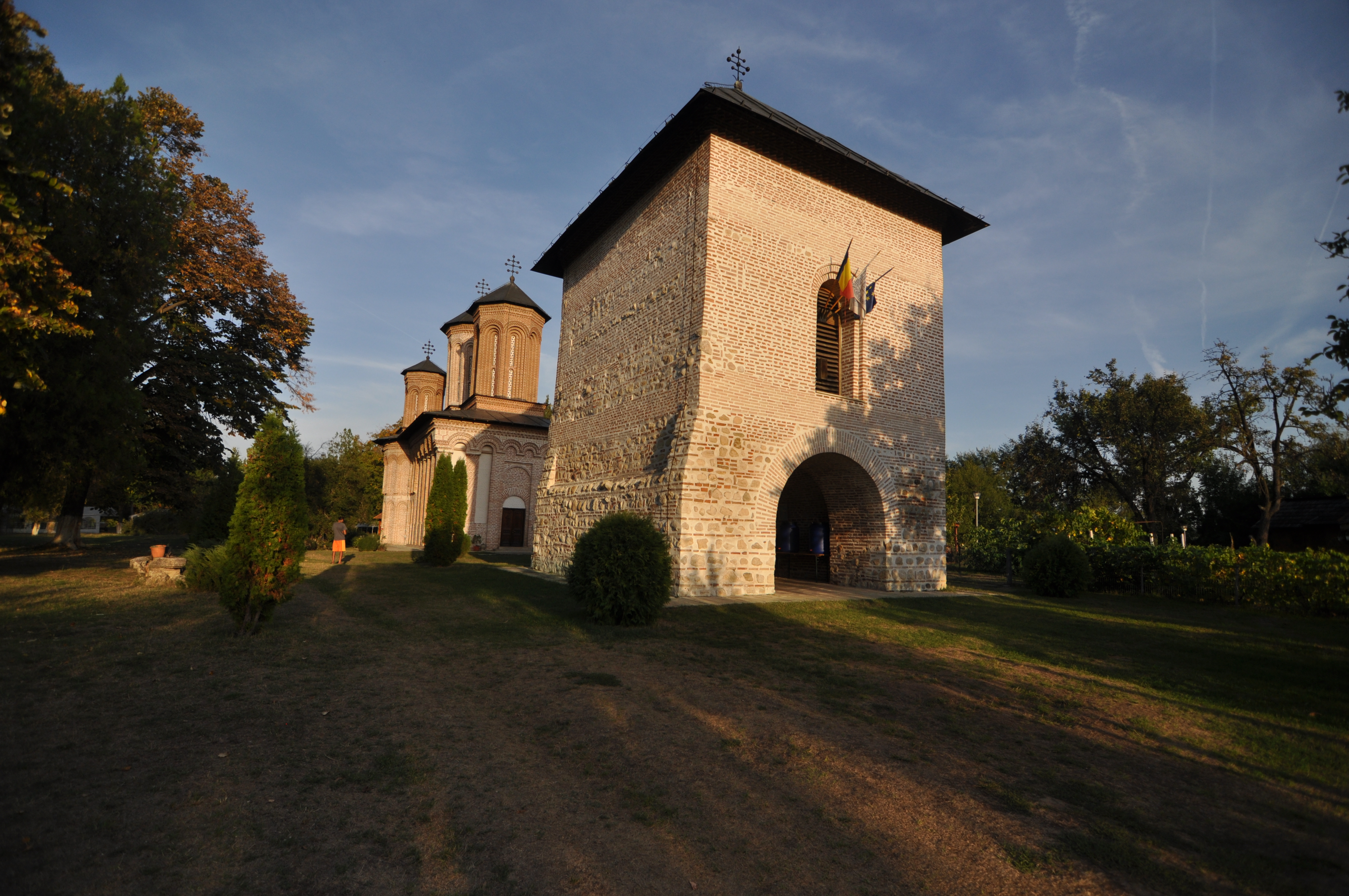
Het Snagovklooster met het graf van Vlad

Vlad bracht 14 jaren in gevangenschap door in Visegrád. Na lang aandringen bij Corvinus, ook onder meer door Stefanus III, wist Vlad in de gunst te komen bij Corvinus. Corvinus wou Vlad vrijlaten op voorwaarde dat hij tot het katholicisme zou bekeren en met de nicht van Corvinus zou trouwen. Vlad ging hiermee akkoord. Hij hertrouwde met Ilona Szilágyi, de nicht van Corvinus, en verwekte bij haar twee zonen.
In 1476 deed Vlad, met hulp van Stefanus III, weer een inval in Walachije en besteeg weer de troon. Maar hij moest het meteen weer opnemen tegen het grote Turkse leger. Ten slotte sneuvelde hij om onbepaalde redenen in 1476. Hoe hij precies aan zijn einde is gekomen is niet duidelijk. Ook hier zijn de verhalen pas later opgetekend. Sommige bronnen zeggen dat een verrader zich onder het gevolg van Vlad bevond en hem vermoordde vlak voordat hij de Turken zou verslaan. Andere maken er melding van dat een van zijn eigen mensen hem per ongeluk heeft gedood toen Vlad zich als Turk had vermomd.
Volgens weer andere bronnen zou hij vermoord en onthoofd zijn door de Ottomanen, op het slagveld in de buurt van Boekarest. De Ottomanen zouden zijn hoofd overgebracht hebben naar Constantinopel, waar het tentoongesteld zou zijn door het op een paal te zetten op de muur van het Ottomaanse paleis.
Zijn graf bevindt zich in het klooster van Snagov, in de buurt van Boekarest, nabij het Snagovmeer.

## De militaire legende

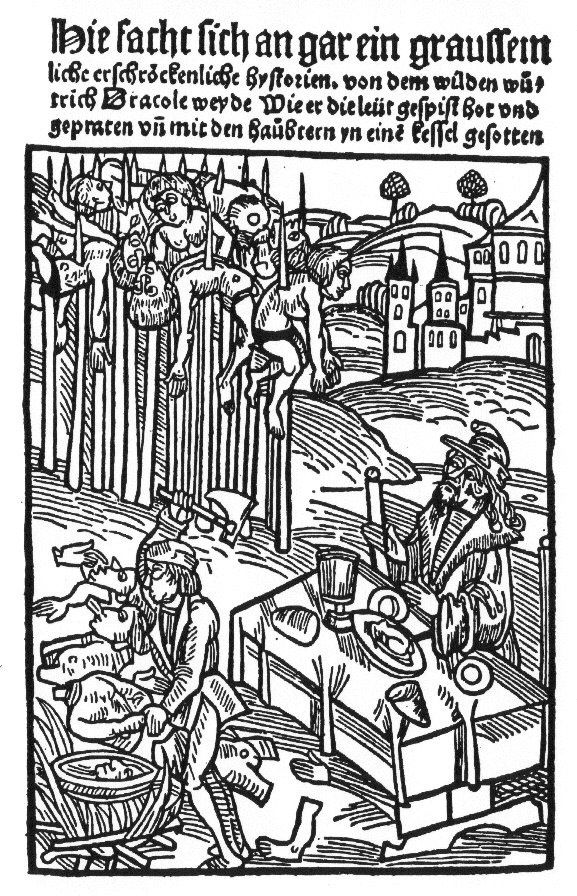
Het spietsenbos op een prent uit ca. 1500

Na een campagne om de Turken te verjagen, zijn zij achter Vlad aangekomen met een leger van 60.000 manschappen en 30.000 vrijwilligers (gewone burgers die geen soldaat van beroep waren). Vlad had 40.000 manschappen onder zijn bevel en vluchtte terug naar zijn hoofdstad. Onderweg riep hij de bevolking op eveneens te vluchten en vervolgens liet hij de steden platbranden en de bronnen vergiftigen. Op die manier hadden de Turken geen eten of drinken op hun strafexpeditie tegen Vlad. Deze tactiek van de verschroeide aarde zorgde voor een extreem laag moreel bij de Turken, dat nog dieper zonk toen Vlad zijn meest legendarische actie uitvoerde: de Nachtaanval.
Met een kleine groep ruiters viel Vlad (naar verluidt in de kleding van zijn tegenstander) het kamp binnen in een poging Mehmet II, de aanvoerder van het Turks leger, te doden. De aanslag mislukte, maar de aanval op zich was een groot succes. De volgende dag besefte Mehmet dat zijn aangeslagen manschappen het niet lang meer zouden uithouden en hij rukte meteen op naar de hoofdstad, waar hem de lugubere verrassing wachtte van 23.000 gespietste Turken. Dit was de genadeklap voor het Turkse moreel. Mehmet raakte dermate ontzet door het aanzicht van zijn gespietste troepen, dat hij het Turkse leger liet terugtrekken. Na deze gebeurtenis werd Vlad door de Turken Kazıklı bey of Kazıklı voyvoda genoemd, wat vrij vertaald de spietserheer betekent. De gespietste Turken werden het bos der gespietsten genoemd.
Na deze nederlaag hebben de Turken zich een tijd lang niet meer bemoeid met Vlad, ze lieten het over aan zijn broer, Radu cel Frumos, om Vlad te bevechten. De legende wil dat Radu met mooipraterij de manschappen van Vlad wist over te halen naar hem over te lopen en Vlad zou voor hem naar Transsylvanië zijn gevlucht. Hij zou later nog terugkomen, een jaar nadat Radu aan een ziekte was overleden. Hij regeerde nog kort, tot de spietserheer op een onbekende manier sneuvelde.

## Reputatie
Voor de meeste Roemenen is Vlad Dracula ondanks zijn wreedheid een nationale held, die de Turken wist tegen te houden. In 1897 schreef Bram Stoker echter zijn roman Dracula, waarbij hij de bijnaam van Vlad gebruikte, Dracula. Bovendien speelde het verhaal in Transsylvanië, dat, hoewel niet Walachije, vanaf 1918 toch ook Roemeens was. Op de verhalen over de wreedheden van de Spietser is het boek niet gebaseerd. De ware inspiratiebron van Stoker was een ouder vampierverhaal. Latere schrijvers en regisseurs legden het verband echter wel, en betrokken de geschiedenis van Vlad bij de vampierverhalen. De Dracula's in de films kregen zijn uiterlijk. Het uiteindelijke resultaat was dat de Roemenen, toen het IJzeren Gordijn viel, tot hun verbazing ontdekten dat hun nationale held door het westen als een vampier werd gezien.